# Puyi

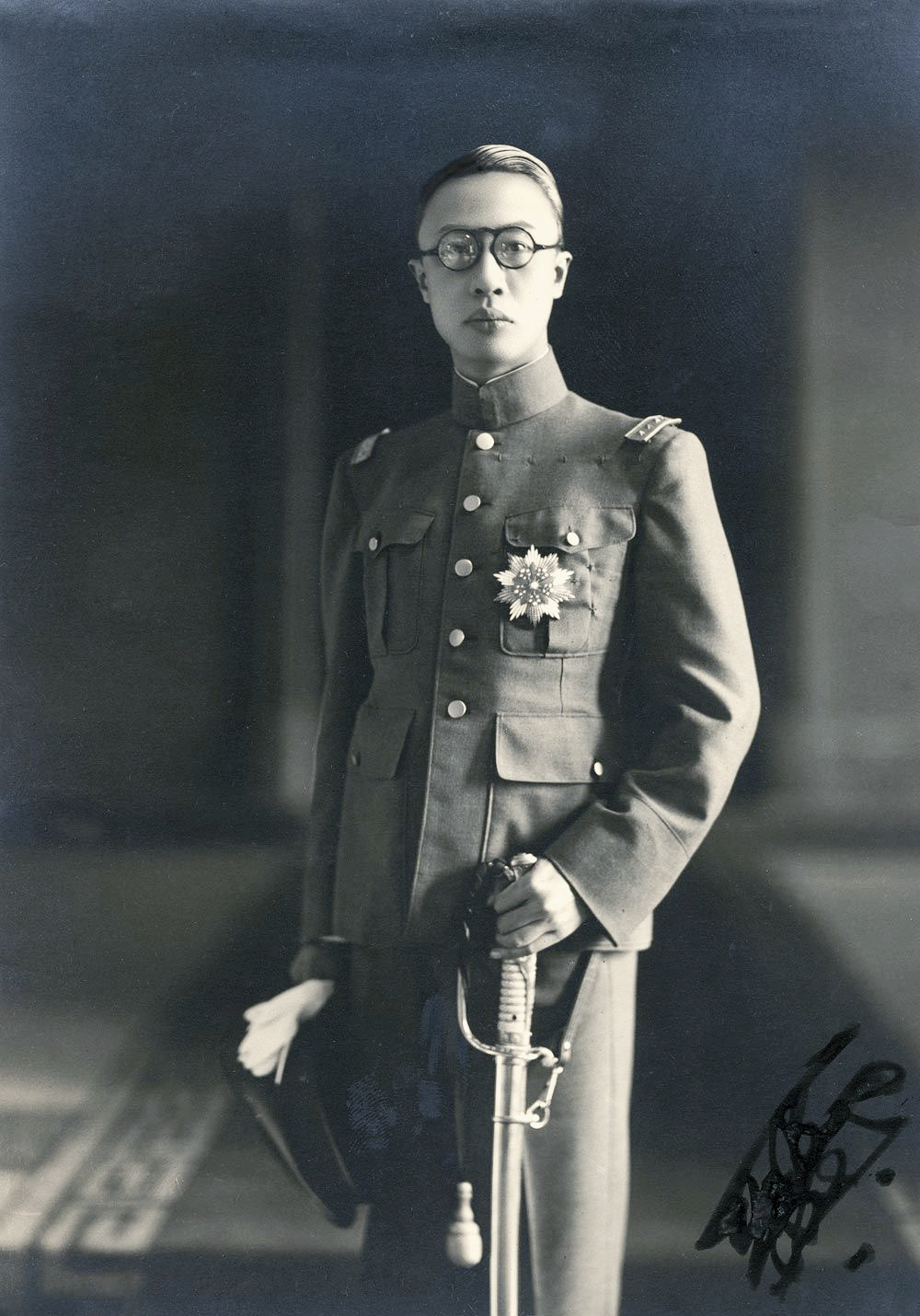
Aisin Gioro Puyi, letzter Kaiser von China (um 1930–40)

Aisin Gioro Puyi [pʰu iː] (chinesisch 愛新覺羅•溥儀 / 爱新觉罗•溥仪, Pinyin Aìxīnjuéluó Pǔyí, mandschurisch ᠠᡳᠰᡳᠨ
ᡤᡳᠣᡵ
ᡦᡠ ᡳ; * 7. Februar 1906 nahe Peking; † 17. Oktober 1967 in Peking) war von 1908 bis 1912 letzter Kaiser der Qing-Dynastie in China (sowie während einer zwölftägigen Restaurationsphase 1917).
Später kollaborierte Puyi mit Japan, das ihn zum Kaiser des Marionettenstaates Mandschukuo machte (1932/34 bis 1945). Nach Gefangennahme und Jahren kommunistischer Umerziehung in Gefängnissen und Lagern wurde er 1959 begnadigt und 1964 rehabilitiert. Er starb 1967 als einfacher Bürger der Volksrepublik China.

## Herkunft

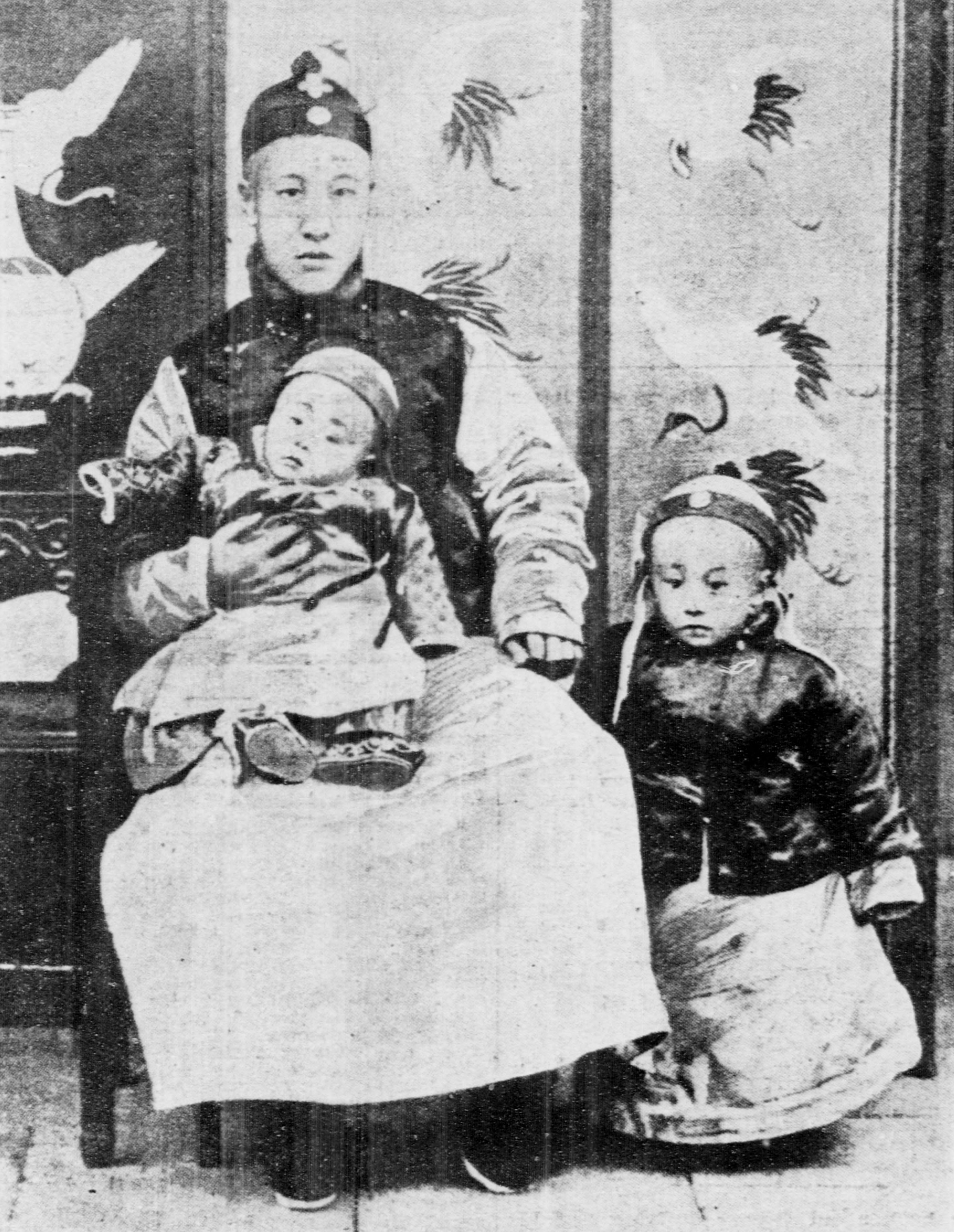
Prinz Chun mit seinen beiden Söhnen, Kaiser Puyi (stehend) und Pujie, um 1909

Puyi wurde am 7. Februar 1906 in Peking geboren. Er war der älteste Sohn des Prinzen Chun II. (1883–1951), einem jüngeren Halbbruder von Kaiser Guangxu, und dessen Gemahlin Youlan (1884–1921). Die Familie gehörte zum mandschurischen Adelsgeschlecht der Aisin Gioro, die seit 1644 die Kaiser der Qing-Dynastie stellten. Puyi verbrachte seine ersten beiden Lebensjahre im Nördlichen Herrschaftssitz in Shichahai.

## Kaiser von China (1908–1912)

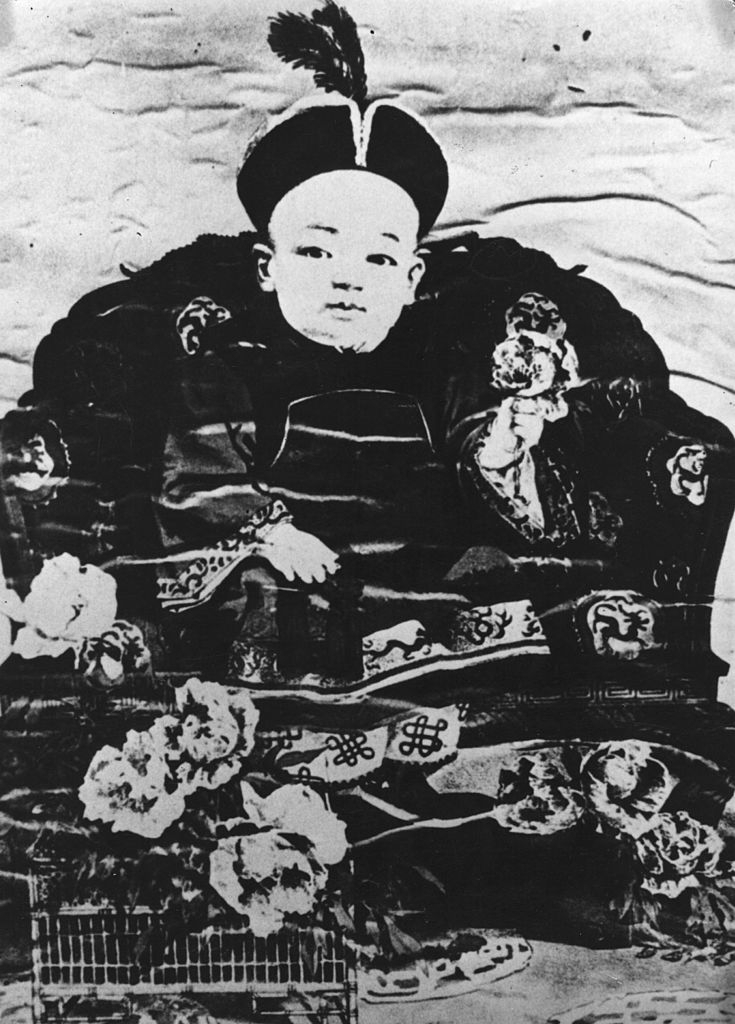
Puyi (1908)

Zu Beginn des 20. Jahrhunderts befand sich das Kaiserreich China in einer tiefen staatspolitischen Krise. Das Reich war rückständig und große Teile der Bevölkerung lebten im Elend. Obwohl sich die Qing-Dynastie im Niedergang befand, hielt das streng konservative Kaiserhaus an einer überkommenen Gesellschaftsordnung fest und die mächtige Kaiserinwitwe Cixi, seit 47 Jahren die faktische Herrscherin des Landes, widersetzte sich der Hundert-Tage-Reform. Die westlichen imperialistischen Kolonialmächte nutzten die innere Schwäche Chinas, um ihre Einflusssphären auszuweiten sowie einseitige wirtschaftliche Interessen zu verfolgen (siehe Ungleiche Verträge). Vor diesem historischen Hintergrund lag der kinderlose Kaiser Guangxu im Herbst des Jahres 1908 im Sterben. Cixi arrangierte die Nachfolge und ließ den zweijährigen Puyi am 13. November 1908 von Soldaten in die Verbotene Stadt bringen, um ihn als Thronerben einzusetzen. Guangxu und seine Hauptfrau Longyu adoptierten den Jungen – eine gängige Praxis am Kaiserhof. Es gibt Gerüchte, dass Cixi beim Herannahen ihres eigenen Todes den unbequemen Guangxu vergiften ließ, um mit Puyi einen minderjährigen Nachfolger einzusetzen, der ihren politischen Zielen nicht im Wege stand. Tatsächlich wurde bei Untersuchungen 2008 im Leichnam des Kaisers eine tödliche Dosis Arsen entdeckt. Einen Tag nach Puyis Ankunft in der Verbotenen Stadt verstarb Guangxu und wiederum einen Tag später, am 15. November 1908, starb Cixi.
Gemäß seiner Bestimmung, wurde Puyi am 2. Dezember in einer offiziellen, aufwändigen Zeremonie inthronisiert und übernahm das „Mandat des Himmels.“ Seine Regierungsdevise lautete Xuāntǒng (宣統 / 宣统), deutsch etwa der Tradition verpflichtet. Fortan lebte der Kind-Kaiser von seinen leiblichen Eltern weitgehend getrennt als gottähnliche Person in der Verbotenen Stadt, umgeben von der Kaiserinwitwe Longyu, den Konkubinen seiner Vorgänger, Palasteunuchen und Dienstboten. Jeder, der dem Kaiser gegenübertrat, musste den Kotau vor ihm vollziehen, Kritik oder Bestrafung waren untersagt. Ein strenges Hofzeremoniell regelte den Tagesablauf des Kindes, das eher verstört auf die Zeremonien und Rituale reagierte. Die Regentschaft für den minderjährigen Puyi übernahmen die Kaiserinwitwe Longyu und sein Vater Prinz Chun. Schnell wurde deutlich, dass die Vertreter der Qing-Dynastie die kaiserliche Zentralmacht nicht festigen konnten und insbesondere die Entlassung von General Yuan Shikai, dem Oberbefehlshaber der Armee, wirkte sich destabilisierend aus. China drohte im Chaos zu versinken, Korruption und Misswirtschaft ließen Große Teile des Land nahezu unregierbar werden. Kaiserliche Erlasse und Dekrete erzielten kaum noch Wirkung, regionale Warlords und die republikanische Kuomintang-Bewegung hatten enormen Zulauf.
Am 10. Oktober 1911 brach der Wuchang-Aufstand aus, der sich zur Xinhai-Revolution ausweitete und innerhalb weniger Wochen zum Zusammenbruch der Monarchie führte. Prinz Chun trat am 6. Dezember 1911 von der Regentschaft zurück und am 1. Januar 1912 proklamierte Sun Yat-sen die Republik China. Longyu erklärte für den sechsjährigen Puyi am 12. Februar die Abdankung und beendete damit nach 365 Jahren die Herrschaft der Qing.

## In der Verbotenen Stadt (1912–1924)

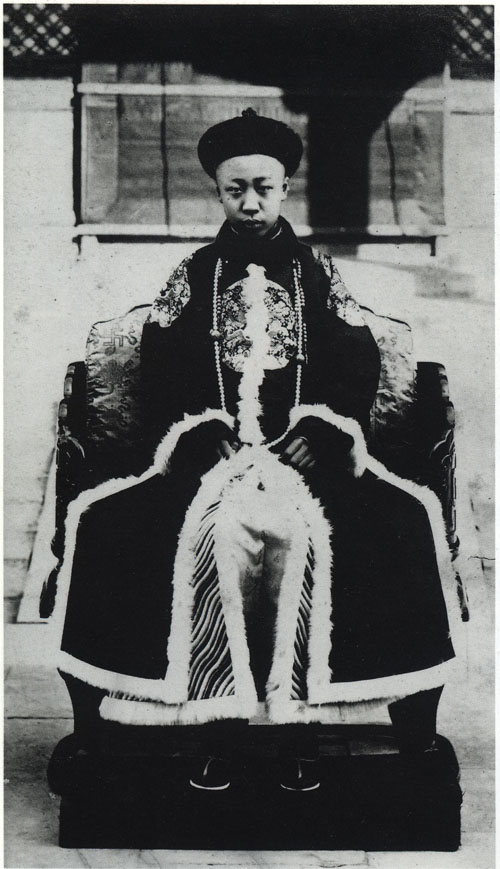
Aisin Gioro Puyi um 1920

Im Edikt zur „Wohlwollenden Behandlung des Kaisers der großen Qing-Dynastie“ wurden Puyi weiterhin Kaisertitel und ‑würden zugestanden. Ihm wurde unbefristetes Wohnrecht in der Verbotenen Stadt eingeräumt und zur Unterhaltung seines riesigen Hofstaates erhielt er eine jährliche Apanage von vier Millionen Yuan. Dadurch änderte sich trotz der formellen Abdankung an seinem Lebensalltag vorerst nichts. Der von Eunuchen dominierte konservative Hofstaat hielt auch nach Ausrufung der Republik an dem überkommenen, archaisch wirkenden Hofzeremoniell fest. Puyi lebte weiterhin von seinen leiblichen Eltern getrennt in der Isolation und Abgeschiedenheit der Verbotenen Stadt, wo die Amme Wang Momo seine wichtigste Bezugsperson bildete. Überall am Hof wurden Intrigen gesponnen, Verwandte (insbesondere sein Vater), hohe Beamte und Eunuchen bereicherten sich persönlich an den zugewiesenen Geldmitteln und den Kunstschätzen der Verbotenen Stadt. Inmitten von Korruption, Missgunst und Intrigen oblag die Erziehung des Jungen seiner Amme und ausgesuchten Eunuchen. Unterrichtet wurde er im Einzelunterricht von Privatlehrern, die ihn hauptsächlich in traditioneller chinesischer und konfuzianischer Literatur sowie Kalligraphie unterwiesen. Erst ab 1914 änderte sich Puyis isolierte Stellung, als sein jüngerer Bruder Pujie als Spielkamerad an den Hof geholt wurde.
Politisch spielte er erstmals 1917 wieder eine Rolle, als nach einem Militärputsch die Monarchie kurzzeitig wieder eingeführt wurde. General Zhang Xun nutzte die Instabilität der Republik aus, putschte sich an die Macht und setzte im Juli 1917 Puyi wieder als Kaiser ein. Nach zwölf Tagen jedoch (1.–12. Juli) war dieser Restaurationsversuch wieder beendet und Puyis Berater hielten sich fortan politisch zurück.
Im Frühjahr 1919 wurde der britische Kolonialbeamte und Sinologe Prof. Reginald Fleming Johnston neuer Privat- und Englischlehrer Puyis, der nun gemeinsam mit seinem Bruder und ausgesuchten Aristokratenkindern unterrichtet wurde. Johnston gewann schnell großen Einfluss auf Puyi, prägte dessen Persönlichkeitsentwicklung nachhaltig und führte ihn an die westliche Denkweise heran. Dies ging sogar so weit, dass sich Puyi seinen Zopf, die traditionelle Haartracht der Mandschu, selbst abschnitt.
Politisch blieb China ein Pulverfass. Im November 1924 putschte sich General Feng Yuxiang an die Macht und revidierte unter anderem das Edikt zwischen Republik und Kaiser. Auf seinen Druck hin musste Puyi die Verbotene Stadt verlassen. Nach 16 Jahren setzte er wieder einen Schritt vor die Tore seines „goldenen Käfigs“ und ging am 5. November 1924 mit kleinem Gefolge zu seinem Vater in den Nördlichen Herrschaftssitz.

## In Tianjin (1925–1931)
Mitte der 1920er Jahre spitzte sich die innenpolitische Lage in China zu, es herrschte Chaos, Bürgerkrieg drohte. Regionale Kriegsherrn, die Kommunisten und die republikanische Zentralmacht kämpften um die Macht. Ausländische Mächte, allen voran das expansionistische Japan, wollten die Schwäche Chinas ausnutzen und sich territoriale und wirtschaftliche Vorteile verschaffen. In den Wirren dieser Zeit war die persönliche Sicherheit Puyis gefährdeter denn je und auf Anraten seines Gefolges begab sich Puyi schließlich inkognito in das internationale Botschafterviertel Pekings. Dort stellte er sich umgehend unter den Schutz der japanischen Botschaft und bezog mit seinem Gefolge ein eigenes Gebäude, wo er zunehmend japanischem Einfluss ausgesetzt war.
Am 23. Februar 1925 übersiedelte Puyi nach Tianjin. Die kosmopolitische Hafenstadt besaß ein großes internationales Viertel, wo Puyi sich in japanisches Hoheitsgebiet begab und eine herrschaftliche Villa bezog. Während der Jahre in Tianjin entwickelte Puyi den Wunsch, eines Tages auf den chinesischen Kaiserthron zurückzukehren. Als Privatmann nahm er rege am gesellschaftlichen Leben der großen ausländischen Gemeinde teil, mit hohen finanziellen Belastungen durch Hofhaltung, Bedienstete und Verwandte.
Nach dem inszenierten Mukden-Zwischenfall (September 1931) und der anschließenden Mandschurei-Krise zwischen Japan und China bedrängten japanische Agenten (Doihara Kenji, Itagaki Seishirō, Ishiwara Kanji) den psychisch labilen Puyi. In der Mandschurei sollte ein von Japan abhängiger Satellitenstaat entstehen, mit Puyi an der Spitze. Nach einigem Zögern stimmte dieser schließlich zu.

## Kaiser von Mandschukuo (1932/34–1945)

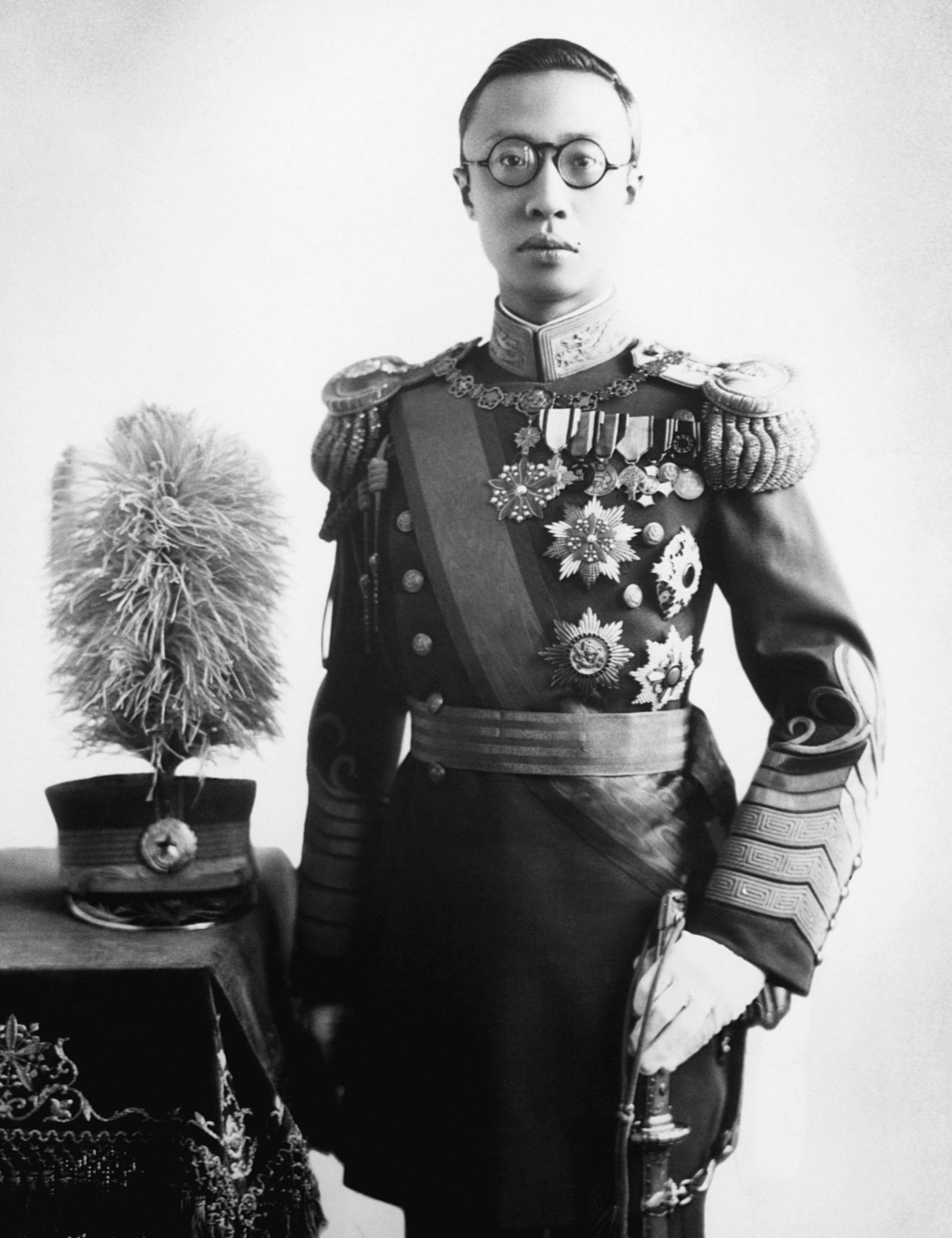
Puyi als Kaiser von Mandschukuo (um 1940)

Nachdem Puyi zugestimmt hatte, sich an die Spitze des neuen Staates zu stellen, bereiteten die Japaner seine Umsiedelung in die Mandschurei vor. Zu diesem Zweck wurde ihm am 24. Februar 1932 eine fingierte Bitte des Volkes der Mandschurei vorgetragen, ihr neuer Präsident zu werden, woraufhin Puyi nach Lüshun (ehem. Port Arthur) gebracht wurde. Dort erlebte er mit, wie in der durch japanische Truppen besetzten Mandschurei das unabhängige „Mandschukuo“ errichtet wurde (1. März), woraufhin Puyi feierlich in der neuen Hauptstadt Xinjing (heute: Changchun) einzog. In Xinjing bezog er den Gebäudekomplex der ehemaligen Salzsteuerbehörde, richtete hier seinen Hof ein und wurde auch dort zum Staatspräsidenten vereidigt. Bei der anschließenden Ausarbeitung der Verfassung blieb Puyi außen vor, ein Mitspracherecht wurde ihm nicht zugestanden.
Als Staatspräsident hatte er formell zwar weitreichende exekutive, judikative und legislative Befugnisse, konnte seine Regierung ernennen, doch Mandschukuo war von Beginn an ein japanischer Marionettenstaat. Japanisches Fernziel war es, Mandschukuo als Sprungbrett für die Unterwerfung Gesamtchinas zu nutzen (siehe Zweiter Chinesisch-Japanischer Krieg ab 1937). Die politische Macht des Staates lag beim „Staatsausschuss für allgemeine Angelegenheiten“, der ausschließlich mit Japanern besetzt war und seine Handlungsdirektiven aus Tokio erhielt. Mandschukuo – von den Japanern wirtschaftlich erschlossen – diente als Rohstoffquelle und Fabrikationsstätte. Es gab viele Bodenschätze und Rohstoffe (v. a. Kohle und Mineralien), eine ertragreiche und fruchtbare Landwirtschaft und die Infrastruktur war verhältnismäßig gut. Die Einwanderung japanischer Siedler wurde forciert, Amtssprache wurde Japanisch und es wurde die Shinto-Religion eingeführt.
1934 wurde Mandschukuo eine Monarchie und war fortan das „Kaiserreich Mandschukuo“. Zu diesem Zweck wurde Puyi am 1. März 1934 zum „Kaiser von Mandschukuo“ gekrönt (Ära Kāngdé 康德). Die Krönungszeremonie fand im Beisein Prinz Chichibus statt, des jüngeren Bruders Kaiser Hirohitos, was lediglich unterstrich, dass Puyi Kaiser von Japans Gnaden war. An seiner einflusslosen Stellung änderte dies indes nichts. Im Gegenteil fühlte er sich an seinem Hof, der eine in sich geschlossene, privilegierte Welt war, zunehmend wie ein Gefangener. Umgeben von japanischen Spitzeln wurde er zunehmend von der Außenwelt isoliert und zeigte in seinem Verhalten bald paranoide Züge. Vom Verlauf des Zweiten Weltkriegs erfuhr er nur aus der allgemeinen japanischen Kriegspropaganda.
1945 war Japan militärisch praktisch besiegt. Im August erklärte ihm die Sowjetunion, wie auf der Konferenz von Jalta vereinbart, den Krieg und marschierte in Mandschukuo ein. Die japanische Armee stellte sich nicht zum Kampf, sondern zog sich nach Süden zurück. Das Land verfiel in Chaos, die Ordnung löste sich auf. Am 11. August verließ Puyi seinen Palast in Xinjing und versuchte, sich mit wenigen Getreuen (u. a. mit Pujie) nach Japan durchzuschlagen. Auf der Flucht dankte Puyi am 16. August formell ab und erklärte die Rückkehr der Mandschurei nach China. Anschließend wurde er am Flughafen von Mukden durch Fallschirmjäger der Roten Armee gefangen genommen.

## Leben nach 1945
Die Sowjets internierten Puyi im Kriegsgefangenenlager von Chabarowsk. Hier genossen neben ihm Offiziere, Minister und hohe Beamte verhältnismäßig milde Bedingungen. Zwischenzeitlich wurde Puyi 1946 als Zeuge beim Internationalen Kriegsverbrechertribunal in Tokio angehört, erklärte allein die Japaner für jegliche Kriegsverbrechen verantwortlich und sprach sich selbst von aller Schuld frei.
Puyi blieb bis zum August 1950 in sowjetischer Haft, ehe er nach dem Sieg Mao Zedongs im Chinesischen Bürgerkrieg an die Volksrepublik China ausgeliefert wurde. Die chinesischen Behörden internierten den Ex-Kaiser im Gefängnis von Fushun. Dort traf er neben seinem Bruder Pujie auf seinen Schwiegervater Prinz Su und drei Neffen. Ziel der Umerziehung war es, Puyi im Sinne des Maoismus zu einem loyalen Bürger der Volksrepublik zu machen. Teil dieses Prozesses war es, dass er erstmals in seinem Leben ohne Privilegien oder Diener auskommen musste. Daneben musste er schriftlich Selbstkritik üben und sich vor Parteikadern für seine Taten verantworten. Nach neun Jahren im Gefängnis von Fushun wurde Puyi am 9. Dezember 1959 aus der Haft entlassen. Die Umerziehung war „erfolgreich“ abgeschlossen, und auf Anordnung Mao Zedongs war er begnadigt worden. Anschließend ging er nach Peking, wurde von seinem Halbbruder Puren aufgenommen und bekam eine Anstellung als Gärtner im Botanischen Garten der Stadt zugewiesen. Fortan führte er ein einfaches, zurückgezogenes Leben. Endgültig rehabilitiert wurde er 1964, als er von der Politischen Konsultativkonferenz des Chinesischen Volkes zum Mitglied ihres Nationalkomitees gewählt wurde.
Ab 1964 arbeitete er als Redakteur für die Literaturabteilung der Politischen Konsultativkonferenz des chinesischen Volkes. Unter dem Titel Die erste Hälfte meines Lebens erschien 1964 in Peking seine dreibändige Autobiographie. Den Bericht über die zweite „Hälfte“ seines Lebens als Bürger in der Volksrepublik konnte er aufgrund seines frühen Todes nicht verwirklichen.

## Tod und Beisetzung
Im Jahr 1964 wurde bei ihm Nierenkrebs diagnostiziert; fortan verschlechterte sich sein Gesundheitszustand kontinuierlich, bis er schließlich am 17. Oktober 1967 im Pekinger Kreiskrankenhaus verstarb.
Nach den damaligen Gesetzen wurde sein Leichnam in einem Krematorium eingeäschert und zunächst auf dem Pekinger Revolutionsfriedhof Babaoshan beerdigt. 1995 erreichte seine Witwe die Verlegung der Urne auf einen Friedhof außerhalb der Stadt, nahe den traditionellen Grabstätten seiner Qing-Vorfahren. Dort wurden vier der neun Qing-Kaiser, drei Kaiserinnen, 69 Prinzen und kaiserliche Konkubinen bestattet.

## Ehen
Puyi wurde im Jahr 1922 mit zwei adligen Frauen verheiratet, die er sich auf Fotografien aussuchen musste, ohne sie vorher leibhaftig gesehen zu haben. Zur Kaiserin nahm er sich Gobulo Wanrong und Erdet Wenxiu zur kaiserlichen Nebenfrau, die sich während des Aufenthalts in Tianjin 1931 von ihm trennte. Das Verhältnis zur Kaiserin war von Beginn an distanziert und verschlechterte sich zusehends durch die Opiumsucht Wanrongs. Später isolierte sie sich von allem höfischen Leben, lebte zurückgezogen in ihrer Drogensucht und starb 1946.
Als Kaiser von Mandschukuo nahm er sich 1937 Tan Yuling zur neuen Nebenfrau, die jedoch 1942 unter ungeklärten Umständen starb. 1943 heiratete er die fünfzehnjährige Li Yuqin (1928–2001).
Nach der Haftentlassung kam es 1962 zur Heirat mit Li Shuxian (1925–1997).

## Film
Seine Lebensgeschichte wurde unter dem Titel Der letzte Kaiser von Bernardo Bertolucci verfilmt. Der Film kam 1987 in die Kinos, in der Hauptrolle war John Lone als Puyi; des Weiteren spielten Joan Chen die Kaiserin und Peter O’Toole Johnston. Der Film erhielt 1988 neun Oscars.
Zwischen der Autobiographie und Bertoluccis Verfilmung gibt es einige Abweichungen. Zum Beispiel findet sich im Buch kein Hinweis auf einen Selbstmordversuch bei der Überstellung von der Sowjetunion an China, womit der Film beginnt, wenngleich Puyi im Gefängnis große Todesängste erlebte. Des Weiteren gibt es in der Autobiographie keinen Anhaltspunkt auf ein Verhältnis der Kaiserin mit ihrem Chauffeur in der Mandschurei, aus dem ein Kind hervorging, das von Japanern kurz nach der Geburt getötet wurde, nachdem bereits sein Vater umgebracht worden war.